# Prva riječka hrvatska gimnazija
Prva riječka hrvatska gimnazija nastala je 23. studenog 1627. godine u Rijeci na Grivici kraj katedrale sv. Vida, kada isusovci započinju s gimnazijskim obrazovanjem koje traje neprekidno do današnjeg dana. Svečanu misu prigodom otvorenja vodio je senjsko – modruški biskup Ivan Agatić koji je tom prigodom održao govor na hrvatskome jeziku.

## Povijest
Gimnazijsko obrazovanje trajalo je šest godina, a nastava se, kao i u ostatku Europe izvodila na latinskome jeziku, a za većinu koja nije znala latinski postojao je pripravni tečaj (curcus praeparatoricus). U prosjeku je za vrijeme rada isusovačke gimnazije u svim razredima bilo 150 do 200 učenika. Učenici svakog razreda imali su svoje nazive, počevši od najnižega: parvisti, principisti, gramatici, sintaksisti, poete, retori. Isusovci su učenike poticali na izvanškolski rad. Bila su organizirana natjecanja u znanju, javne rasprave ili dispute, a posebno su đaci sudjelovali u raznim gradskim manifestacijama i priredbama u povodu pojedinih blagdana. Iako je red isusovaca ukinut 1773., gimnazija nastavlja s radom. 

### Nastava na hrvatskome jeziku
Školske godine 1848./49. se uz veliko zalaganje Frana Kurelca nastava počinje izvoditi na hrvatskom jeziku jeziku koji s prekidom, u razdblju od 1941. – 1943., ostaje u uporabi do danas. Školske godine 1853./54. gimnazija prerasta u punu osmogodišnju školu te pod neposrednom upravom hrvatskih vlasti postaje nacionalno i kulturno žarište kao i najvažniji društveni čimbenik odgoja riječkih Hrvata. 
Godine 1868. Hrvatsko-ugarskom nagodbom Rijeka je pripala Ugarskoj. U gimnaziji u uporabi ostaje hrvatski jezik, pa zbog sveopće mađarizacije počinju pripreme za njegovo ukidanje. Pripreme su počele već 1881., kada je gimnazija preseljena u palaču Adamich – Giacovcich na riječkoj Fiumari. Iako su mađarske vlasti odlučile ukinuti školu, to je spriječio novi predstojnik Vlade za bogoštovlje i nastavu Kraljevine Hrvatske, Slavonije i Dalmacije, Izidor Kršnjavi koji je pronašao novi smještaj školi
Od 1896. godine Rijeka više nema gimnazije na hrvatskom jeziku. Gimnazija na Sušaku stjecajem političkih prilika privremeno postaje nastavljač bogate i slavne tradicije Prve riječke gimnazije.

### Poslije Drugog svjetskog rata
Nakon završetka Drugog svjetskog rata Sušak i Rijeka postaju jedan grad pa se u Rijeku ponovno uvodi hrvatska gimnazija (danas Prva riječka hrvatska gimnazija). Ona u Rijeci nastavlja svojim radom i počinje djelovati u ulici Frana Kurelca, u impozantnoj zgradi poznatog mađarskog arhitekta Göyzö Cziglera u kojoj i danas radi.
Gimnazija 1945. godine nosi naziv Hrvatska realna gimnazija, školske godine 1946./47. mijenja ime u Realna gimnazija u Rijeci, potom Gimnazija Rijeka, a od školske godine 1949./50. postaje Prva gimnazija Rijeka.

### Nakon osamostaljenja Hrvatske
Nakon osamostaljenja Hrvatske, školske godine 1992./93. gimnazija kao nastavljač dugostoljetne tradicije odgoja i obrazovanja, a zatim ishodišta hrvatske materinske riječi, riječkog srednjoškolskog obrazovanja i sveučilišta u Rijeci, dobiva svoje staro obilježje humanističke gimnazije, a time i ime koje joj u cijelosti pripada - Prva riječka hrvatska gimnazija.

## Znamenite osobe
Kroz riječku je gimnaziju prošao velik broj znamenitih osoba kao učenika i nastavnika; Marijan Derenčin, Ivan Dežman, Matko Laginja, Eugen Kvaternik, Andrija Mohorovičić, Antun i Ivan Mažuranić, Ivan Zajc, Gašpar Kombol, Rudolf Strohal, Ivan Milčetić, Kolinda Grabar-Kitarović...

## Program Prve riječke hrvatske gimnazije
Program Prve riječke hrvatske gimnazije odvija se u tri smjera:
- 1. opći smjer
- 2. jezični smjer
- 3. opći - športski smjer[1]

## Vanjske poveznice
- Službena stranica  Arhivirana inačica izvorne stranice od 5. rujna 2012. (Wayback Machine)